# Alto Mearim e Grajaú
Alto Mearim e Grajaú is een van de 21 microregio's van de Braziliaanse deelstaat Maranhão. Zij ligt in de mesoregio Centro Maranhense en grenst aan de mesoregio's Oeste Maranhense in het noorden en westen, Sul Maranhense in het zuidwesten en zuiden en Leste Maranhense in het zuidoosten en de microregio's Presidente Dutra en Médio Mearim in het noordoosten. De microregio heeft een oppervlakte van ca. 36.684 km². Midden 2004 werd het inwoneraantal geschat op 278.786.
Elf gemeenten behoren tot deze microregio:
| - Arame - Barra do Corda - Fernando Falcão - Formosa da Serra Negra - Grajaú - Itaipava do Grajaú | - Jenipapo dos Vieiras - Joselândia - Santa Filomena do Maranhão - Sítio Novo - Tuntum |

Mesoregio's: Centro Maranhense · Leste Maranhense · Norte Maranhense · Oeste Maranhense · Sul Maranhense

Microregio's: Aglomeração Urbana de São Luís · Alto Mearim e Grajaú · Baixada Maranhense · Baixo Parnaíba Maranhense · Caxias · Chapadas das Mangabeiras · Chapadas do Alto Itapecuru · Chapadinha · Codó · Coelho Neto · Gerais de Balsas · Gurupi · Imperatriz · Itapecuru Mirim · Lençóis Maranhenses · Litoral Ocidental Maranhense · Médio Mearim · Pindaré · Porto Franco · Presidente Dutra · Rosário